# 文忠民
文忠民（1950年3月—）陕西省长武县彭公乡方庄村人，中国人民解放军少将。

## 生平
1968年3月入伍。1969年7月（一说1970年）加入中国共产党。毕业于中国人民解放军国防大学基本系。入伍后，历任第二十一军第六十二师后勤部战勤科参谋，师政治部宣传科干事。1974年起，历任连队指导员，团组织股股长，中国人民解放军兰州军区政治部组织部干事、副处长、处长，中国人民解放军总政治部组织部于事、副处长等职。1992年9月，任中国人民解放军总政治部组织部组织局局长。1996年2月，任陆军第二十六集团军第七十七师第16任政委（师长为姚春阳）。1998年8月，任中国人民解放军南京政治学院副院长。1998年12月，任中国人民解放军总政治部直属工作部副政治委员。2004年，任中国人民解放军南京政治学院政治委员。
1998年3月晋升为大校军衔，2001年7月晋升为少将军衔。曾被中国人民解放军总政治部直属党委评为“优秀共产党员”。